# Розповідь про просту річ
«Розповідь про просту річ» (рос. «Рассказ о простой вещи») — радянський художній фільм 1975 року, знятий на кіностудії «Ленфільм» режисером Леонідом Менакером за однойменною повістю Бориса Лавреньова.

## Сюжет
Літо 1919 року, неназване губернське місто Росії. Голова місцевого відділення Надзвичайної Комісії Орлов (Джигарханян), розуміючи, що утримати губернію під напором Білої армії неможливо, готує агентурну розвідувальну мережу. Місто займають Збройні сили Півдня Росії. Орлов залишається там під виглядом французького комерсанта Леона Кутюр'є. На гроші, що поставляються йому більшовицьким підпіллям, він влаштовує розгульні гулянки для білих офіцерів. В п'яному угарі ті охоче відверто розповідають таємниці, і Орлов отримує багато цінної, часто цілком таємної інформації про перегрупуваннях військ, час початку тих чи інших операцій. Завдяки переданих даним становище на фронті поступово змінюється на користь Червоної Армії. Для виявлення успішного інформатора контррозвідка виділяє кращих офіцерів — підполковника Тумановича (Глузський) і поручика Соболевського (Борисов). Одного разу на вокзалі розвідник стає свідком затримання селянина, якого помилково приймають за нього — чекіста Орлова. У контррозвідці легко визначають, що забитий сільський мужик з грубими мозолистими руками не може бути головою губернської ЧК. Однак, поручик Соболевський віддає розпорядження опублікувати в газетах повідомлення про затримання червоного шпигуна. Орлов переживає складну внутрішню боротьбу між боргом перед товаришами, революційною ідеєю і життям невинної людини-селянина. Попри заборону партійного осередку, він йде на контакт з Соболевським і дозволяє себе розсекретити. Орлов заарештований. Незабаром надходить звістка, що командування протиборчих сторін прийшло до угоди обміняти розвідника на білого генерала Чернєцова, що недавно потрапив в полон. Під час обміну Орлов вихоплює гвинтівку у конвоїра і стріляє в Чернєцова. Пізніше, чекаючи в камері страти, він пише передсмертну записку, в якій пояснює мотиви своїх вчинків.

## У ролях
- Армен Джигарханян — чекіст Орлов
- Алла Чернова — Белла
- Михайло Глузський — слідчий Туманович, білий підполковник
- Олег Борисов — поручик Соболевський, контррозвідник
- Віктор Авдюшко — чекіст Семенухін  (роль озвучив — Ігор Єфімов)
- Володимир Заманський — Микола Емельчук, селянин, якого схопила біла контррозвідка
- Юрій Медведєв — доктор Соковнін
- Людмила Макарова — Соковніна, дружина доктора
- Ольга Богданова — Ліля
- Олександр Суснін — білогвардійський підпоручик
- Ернст Романов — білий офіцер
- Володимир Еренберг — полковник
- Володимир Талашко — Сергій Круглов, білий офіцер
- Сергій Іванов — прапорщик Василевський
- Дмитро Бессонов — поручик
- В'ячеслав Васильєв — білий генерал Чернєцов
- Пантелеймон Кримов — залізничник
- Жанна Сухопольська — епізод
- Юрій Шепелев — комерсант
- Віктор Шульгін — управдом

## Знімальна група
- Сценарій —  Владич Нєдєліна, Леонід Менакер
- Режисер-постановник — Леонід Менакер
- Оператор-постановник —  Володимир Ковзель
- Художник-постановник —  Юрій Пугач
- Композитор —  Яків Вайсбурд
- Звукооператор —  Семен Шумячер
- Режисер —  Анна Тубеншляк
- Костюми —  Наталії Ландау
- Грим —  Василя Ульянова
- Монтаж — Ірина Руденко
- Редактор —  Хейлі Елкен
- Директор картини — Євген Волков